# Заликин, Александр Тарасович
Алекса́ндр Тара́сович Зали́кин (1893, Серпухов, Московская губерния — 1953) — 1-й секретарь Башкирского областного комитета ВКП(б) (1937—1939), председатель Верховного Совета Башкирской АССР (1938—1939). Входил в состав особой тройки НКВД СССР.

## Биография
Заликин Александр Тарасович родился в 1893 году в г. Серпухове Московской губернии.
С 1912 года — член РСДРП(б). Служил на флоте (1914—1918) и в армии (1920—1921).
Учился в Московском государственном университете с 1921 по 1924 годы, на курсах марксизма-ленинизма при ЦК ВКП(б) — с 1926 по 1927 годы.
Место работы: c 1918 по 1919 год — инструктор по организации местной власти в Елизаветграде (Херсонская губерния), 1920 — 1921 годы — заведующий Серпуховским уездным отделом народного образования (Московская губерния, 1924—1926 годы — ответственный секретарь Бюро заграничных ячеек ЦК РКП(б) — ВКП(б), 1927—1930 руководитель Пропагандистской группы ЦК ВКП(б) (Самара, Кемерово), 1930 — помощник заведующего Отделом культуры и пропаганды ленинизма ЦК ВКП(б), 1933 — заведующий Сектором культурно-пропагандистского отдела ЦК ВКП(б), 1933—1934 — заместитель начальника Политического управления Народного комиссариата зерновых и животноводческих совхозов СССР, 10.2.1934 — член Комиссии партийного контроля при ЦК ВКП(б), 1934—1936 год — заместитель руководителя Сельскохозяйственной группы Комиссии партийного контроля при ЦК ВКП(б), 1936—1937 годы — уполномоченный Комиссии партийного контроля при ЦК ВКП(б) по Челябинской области.
С 6.10.1937 по 12.6.1938 года — и. о. 1-го секретаря Башкирского областного комитета ВКП(б), 17.6.1938 — 1.1939 годы — 1-й секретарь Башкирского областного комитета ВКП(б). Этот период отмечен вхождением в состав особой тройки, созданной по приказу НКВД СССР от 30.07.1937 № 00447 и активным участием в сталинских репрессиях.
25.7.1938 — 1939 год — председатель Верховного Совета Башкирской АССР.
С 1939 по 1940 год — начальник Главсвиновода Народного комиссариата мясной и молочной промышленности СССР, с 1940 года — директор совхоза «Пятилетка» (Московская область), с 1942 года — управляющий Свиноводтрестом (Москва).